# Esteban Ramírez Samaniego
Esteban Javier Ramírez Samaniego (Asunción, Paraguay; 17 de mayo de 1985) es un futbolista paraguayo. Juega de mediocampista y su actual equipo es 3 de Noviembre de la Tercera División de Paraguay.

## Trayectoria
Esteban Ramírez se caracteriza por ser un volante de recuperación con capacidad para el desdoble ofensivo. Se inició en Cerro Porteño en el que formó parte del plantel principal en sus primeras temporadas aunque sin hacerse con la titularidad. Debido a esto fue a buscar en el 3 de Febrero de Ciudad del Este la oportunidad de acumular experiencia durante una temporada. Hasta que en 2008 es fichado por Sol de América en donde se afianza y consigue ser una pieza fundamental en el equipo, a tal punto que logró ganarse el brazalete de capitán. Tuvo ocasión de anotar algunos goles, varios de tiro penal ya que era el encargado de efectuarlos.
En enero de 2010 es transferido por un año al Millonarios de Colombia. Sin embargo, luego de su regular actuación en el Torneo Apertura, el nuevo técnico del equipo, el venezolano Richard Páez decidió no tenerlo en cuenta para el siguiente torneo, por lo que sale del equipo.

## Clubes
| Club                   | País     | Año         |
| ---------------------- | -------- | ----------- |
| Cerro Porteño          | Paraguay | 2005 - 2006 |
| 3 de Febrero           | Paraguay | 2007        |
| Sol de América         | Paraguay | 2008 - 2009 |
| Millonarios            | Colombia | 2010        |
| Sportivo Carapeguá     | Paraguay | 2012 - 2013 |
| Olimpia                | Paraguay | 2014        |
| Club Sportivo Luqueño  | Paraguay | 2015        |
| Defensor Sporting      | Uruguay  | 2016        |
| Sportivo Trinidense    | Paraguay | 2017        |
| General Caballero ZC   | Paraguay | 2018        |
| Resistencia Sport Club | Paraguay | 2019        |
| Atlético Colegiales    | Paraguay | 2019        |
| Deportivo Recoleta     | Paraguay | 2019        |
| 3 de Noviembre         | Paraguay | 2022        |